# Enzo Tonti
Enzo Tonti (Milão, 30 de outubro de 1935) é um matemático e físico italiano.
É conhecido por suas contribuições à mecânica estrutural e física matemática.

## Vida
Tonti formou-se em matemática e física na Universidade de Milão, em 1961. Lá iniciou a trabalhar como assistente científico em 1962, na área de física matemática. Foi chamado a ser professor da faculdade de engenharia da Universidade de Trieste.

## Obras
O resultado mais conhecido de suas pesquisas é a representação diagramática da interdependência entre tensão, deformação e deslocamento juntamente com esforços aplicados, de acordo com a lei de Hooke, no atualmente denominado diagrama de Tonti.
Paralelamente obteve alguns avanços na formulação variacional de equações diferenciais parciais, que serve a base a diversos procedimentos modernos de discretização de problemas da engenharia e física, como por exemplo o Método dos Elementos Finitos.